# Kostënki
Kostënki è un villaggio russo situato sulla sponda occidentale metà del fiume Don, nell'Oblast' di Voronež. È noto per l'area archeologica di Kostënki–Borščëvo che ha dato alla luce un'elevata concentrazione di reperti relativi a culture di esseri umani moderni (Homo Sapiens), dall'inizio dell'epoca del paleolitico superiore.